# Thandarum manoelina
Thandarum manoelina is een zeekomkommer uit de familie Sclerodactylidae.
De wetenschappelijke naam van de soort werd in 1971 gepubliceerd door Luiz Roberto Tommasi.